# Akinobu Murasawa
Akinobu Murasawa (jap. 村澤明伸, Murasawa Akinobu; * 28. März 1991 in der Präfektur Nagano) ist ein japanischer Leichtathlet, der sich auf den Langstreckenlauf spezialisiert hat.

## Sportliche Laufbahn
Erste internationale Erfahrungen sammelte Akinobu Murasawa im Jahr 2007, als er bei den Jugendweltmeisterschaften in Ostrava in 8:38,83 min den 13. Platz im 3000-Meter-Lauf belegte. Bei den Crosslauf-Weltmeisterschaften 2008 in Edinburgh lief er nach 24:36 min auf Rang 36 in der U20-Altersklasse ein und erreichte anschließend bei den Juniorenweltmeisterschaften in Bydgoszcz in 13:58,87 min Rang zwölf. Im Jahr darauf wurde er bei den Crosslauf-Weltmeisterschaften 2009 in Amman in 46:46 min 27. in der U20-Wertung und nahm anschließend im 5000-Meter-Lauf an der Sommer-Universiade in Belgrad teil, verpasste dort aber mit 14:08,31 min den Einzug ins Finale. Bei den Crosslauf-Weltmeisterschaften 2010 in Bydgoszcz erreichte er nach 23:29 min Rang 28 und wurde daraufhin bei den Juniorenweltmeisterschaften in Moncton in 13:59,66 min Achter über 5000 Meter. 2011 gewann er bei den Asienmeisterschaften in Kōbe in 28:40,63 min die Bronzemedaille im 10.000-Meter-Lauf hinter den Bahrainern Ali Hasan Mahboob und Bilisuma Shugi.
Nach mehreren weniger erfolgreichen Jahren fokussierte sich Murasawa zunehmend auf den Straßenlauf und siegte im Jahr 2017 beim Hokkaidō-Marathon in 2:14:48 h.

## Persönliche Bestleistungen
- 3000 Meter: 8:02,27 min, 10. Juli 2012 in Sotteville-lès-Rouen
- 5000 Meter: 13:34,85 min, 13. September 2011 in Rovereto
- 10.000 Meter: 27:50,59 min, 29. April 2012 in Palo Alto
- Halbmarathon: 1:04:32 h, 28. April 2019 in Gifu
- Marathon: 2:09:47 h, 25. Februar 2018 in Tokio